# روبرت فرينش
روبرت فرينش (بالإنجليزية: Robert French)‏ هو كاتب عدل ‏ ومحام بالقضاء العالي وقاضي أسترالي، ولد في 19 مارس 1947 في برث في أستراليا.